# BRM P57
BRM P57 är en formel 1-bil, tillverkad av den brittiska formelbilstillverkaren British Racing Motors mellan 1962 och 1963.

## Bakgrund
British Racing Motors hade kämpat länge i motvind. Raymond Mays Type 15-projekt hade varit ett misslyckande och i mitten av 1950-talet tävlade stallet med Maserati-bilar. Från 1956 byggde BRM sina egna bilar, men framgångarna uteblev. Till 1962 krävde ägaren Alfred Owen resultat, annars hotade han lägga ned verksamheten.

## Utveckling
När CSI införde den nya 1,5-litersformeln till 1961 tog BRM fram en liten bil med fackverksram och kaross i aluminium. Under första säsongen köptes motorn från Coventry Climax, men den var inte tillräckligt stark för att bilen skulle vara konkurrenskraftig. Till 1962 hade BRM tagit fram en egen V8-motor med bränsleinsprutning och transistortändning från Lucas Electric. Med den nya motorn hade BRM fått fram en vinnarbil.

## Tekniska data
| Tekniska data           | BRM P57                                                               |
| ----------------------- | --------------------------------------------------------------------- |
| Motor:                  | Mittmonterad 90° 8-cylindrig V-motor                                  |
| Cylindervolym:          | 1498 cm³                                                              |
| Borrning x slaglängd:   | 68,5 x 50,8 mm                                                        |
| Max effekt vid varvtal: | 200 hk vid 10 000 v/min                                               |
| Ventilstyrning:         | Dubbla överliggande kamaxlar per cylinderrad, 2 ventiler per cylinder |
| Bränslesystem:          | Lucas bränsleinsprutning                                              |
| Växellåda:              | 5-växlad manuell                                                      |
| Hjulupphängning:        | Dubbla tvärlänkar, skruvfjädrar                                       |
| Bromsar:                | Skivbromsar                                                           |
| Chassi & kaross:        | Fackverksram med aluminiumkaross                                      |
| Hjulbas:                | 228 cm                                                                |
| Torrvikt:               | 495 kg                                                                |

## Tävlingsresultat

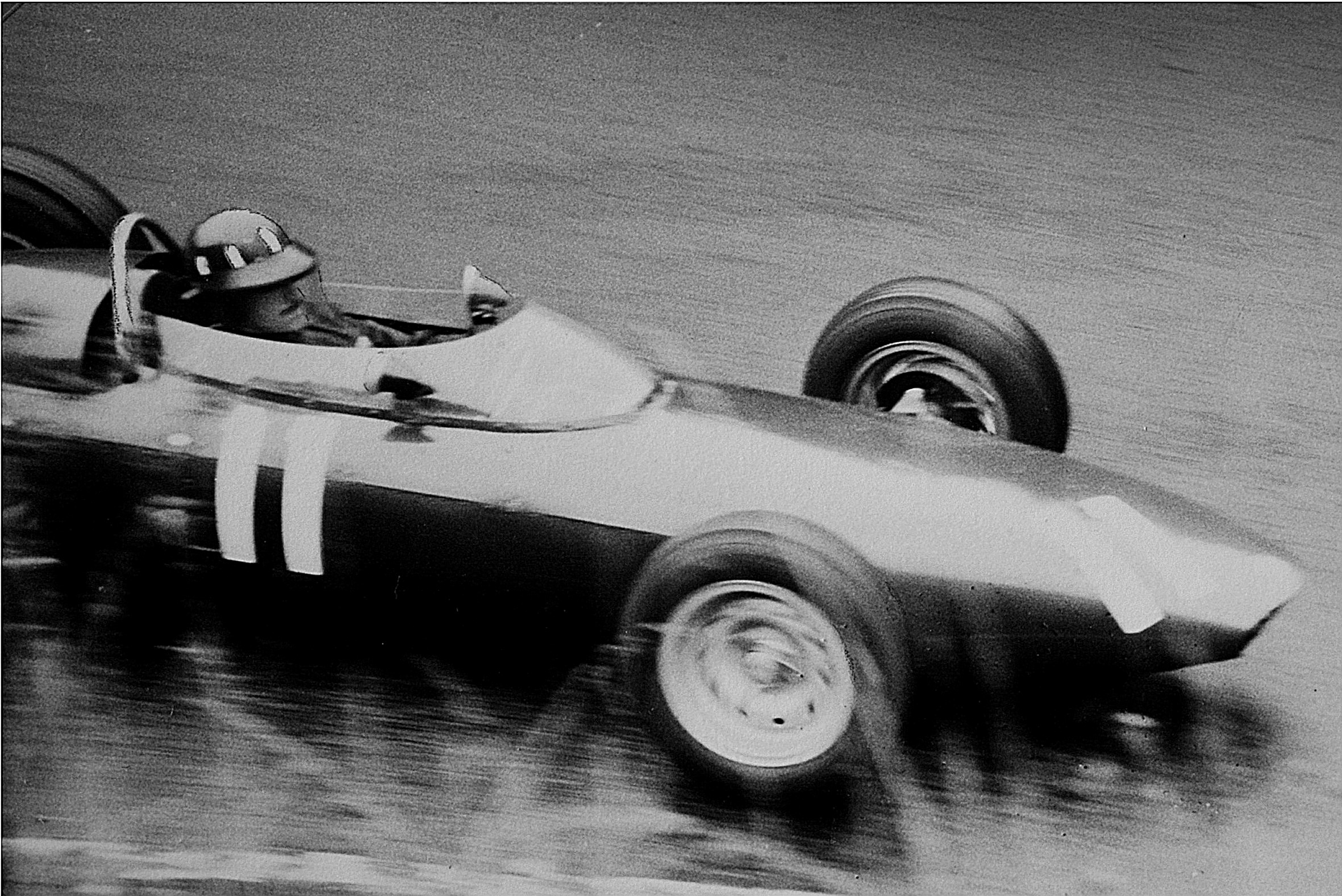
Graham Hill vid Tysklands Grand Prix 1962.

### Formel 1-VM 1962
Graham Hill vann redan P57:ans debutlopp, Nederländernas Grand Prix 1962. Hill vann sedan ytterligare tre lopp under säsongen. I Italiens Grand Prix tog stallet en dubbelseger, med andreföraren Richie Ginther på andra plats. Hill tog sin första VM-titel, med Ginther på åttonde plats i förarmästerskapet och BRM vann konstruktörsmästerskapet.

### Formel 1-VM 1963
1963 tog BRM två dubbelsegrar i Monaco och USA, med Graham Hill före Richie Ginther i bägge loppen. Hill slutade tvåa och Ginther trea i förarmästerskapet. I konstruktörsmästerskapet kom BRM tvåa efter Lotus-Climax.